# Belinda Balaski
Belinda Balaski (* 8. Dezember 1947 in Inglewood, Kalifornien, Vereinigte Staaten) ist eine US-amerikanische Schauspielerin. Bekannt wurde Belinda Balaski für ihre große Nebenrolle als „Terri Fisher“ in Joe Dantes Film Das Tier von 1981. Sie hat in den meisten von Dantes Filmen mitgewirkt, darunter Piranhas, Gremlins, Gremlins 2, Matinee und Small Soldiers, sowie zwei Segmente, die Dante für Amazonen auf dem Mond drehte. Außerdem spielte sie in Die Insel der Ungeheuer und Bobbie Jo und der Geächtete, beide mit Marjoe Gortner, und in Cannonball! als Navigatorin in einem Autorennen quer durchs Land.
Daneben hatte sie viele Gastauftritte in TV-Serien wie Starsky & Hutch, Drei Engel für Charlie, Vegas, Simon & Simon, Falcon Crest, A-Team, Eerie, Indiana oder Baywatch.

## Filmografie (Auswahl)

### Spielfilme (Auswahl)
| Jahr | Titel                                         | Originaltitel                                | Rolle                   | Anmerkungen                                                               |
| ---- | --------------------------------------------- | -------------------------------------------- | ----------------------- | ------------------------------------------------------------------------- |
| 1974 |                                               | Black Eye                                    | Mary                    |                                                                           |
| 1974 | Der Tag, an dem die Heuschrecken kamen        | Locusts                                      | Janet Willimer          | Fernsehfilm                                                               |
| 1975 | Todesschreie                                  | Death Scream                                 | Jenny Storm             | Fernsehfilm                                                               |
| 1976 | Die Insel der Ungeheuer                       | The Food of the Gods                         | Rita                    | nach H. G. Wells                                                          |
| 1976 | Cannonball (1976)                             | Cannonball                                   | Maryann                 |                                                                           |
| 1977 |                                               | Having Babies II                             | Ann                     | Fernsehfilm, auch Julie Farr, M.D.; Debut von Rosanna Arquette            |
| 1978 | Piranhas                                      | Piranha                                      | Betsy                   |                                                                           |
| 1979 | Violation – Die Ohnmacht des Opfers           | Mrs. R's Daughter                            | Lynn Hollister          | Fernsehfilm                                                               |
| 1981 | Das Tier                                      | The Howling                                  | Terry Fisher            | 1981 gewann der Film einen Saturn Award in der Kategorie Best Horror Film |
| 1984 | Gremlins – Kleine Monster                     | Gremlins                                     | Mrs. Joe Harris         |                                                                           |
| 1984 | Kampf gegen die Ausweglosigkeit               | Anatomy of an Illness                        |                         | Fernsehfilm                                                               |
| 1985 | Explorers – Ein phantastisches Abenteuer      | Explorers                                    | Stimme                  | Erster Film von Ethan Hawke                                               |
| 1987 | Amazonen auf dem Mond                         | Amazon Women on the Moon                     | Bernice Pitnik          | Segments: Critics' Corner and Roast Your Loved One                        |
| 1987 | Engel des Todes                               | Deadly Care                                  | Terry                   | Fernsehfilm                                                               |
| 1987 | Ein Mann aus Stahl                            | Proud Men                                    | Nell                    | Fernsehfilm                                                               |
| 1990 | Gremlins 2 – Die Rückkehr der kleinen Monster | Gremlins 2: The New Batch                    | Movie Theatre Mom       |                                                                           |
| 1993 | Matinee                                       | Matinee                                      | Stan's Mutter           |                                                                           |
| 1994 | Wilde Töchter                                 | Runaway Daughters                            | Mrs. Nicholson          | Fernsehfilm                                                               |
| 1996 | Verführung zum Mord                           | Seduced by Madness:The Diane Borchardt Story | Rektorin                | zweiteiliger Fernsehfilm                                                  |
| 1997 | Die Kriegsmacher                              | The Second Civil War                         | Graphic Designer        | Fernsehfilm                                                               |
| 1997 | American Perfect                              | American Perfekt                             | Rita                    | Alternativtitel: Kopf oder Zahl – Ein mörderisches Spiel                  |
| 1998 | Starship Osiris                               | The Warlord: Battle for the Galaxy           | Frau des Tauschhändlers | Fernsehfilm                                                               |
| 1998 | Small Soldiers                                | Small Soldiers                               | Nachbarin               |                                                                           |
| 2001 |                                               | The Vampire Hunters Club                     | Vampirmutter            | Kurzfilm                                                                  |
| 2018 |                                               | Nightmare Cinema                             | Nadia                   |                                                                           |

### Fernsehserien (Auswahl)
| Jahr        | Titel                                     | Originaltitel            | Rolle                           | Anmerkungen                                             |
| ----------- | ----------------------------------------- | ------------------------ | ------------------------------- | ------------------------------------------------------- |
| 1974        | FBI                                       | The F.B.I.               | Sue                             | 1 Episode, The Two Million Dollar Hit                   |
| 1974        | The Cowboys                               | The Cowboys              | Obie Graff                      | 1 Folge, Requiem for a Lost Son                         |
| 1974        | Junge Schicksale                          | ABC Afterschool Specials | Cindy Britton                   | 1 Folge, Runaways                                       |
| 1975        | Baretta                                   | Baretta                  | Nicole                          | 1 Folge, Ragtime Billy Peaches                          |
| 1975        | Die knallharten Fünf                      | S.W.A.T.                 | Judy Collins                    | 1 Folge, A Coven of Killers (Staffel 1, Folge 2)        |
| 1977        | Starsky & Hutch                           | Starsky and Hutch        | M.E. Ginny Simpson              | Season 2, Folge 22 Die Illegalen                        |
| 1978        | Drei Engel für Charlie                    | Charlie's Angels         | Sue Kantrelle                   | Season 2, Folge 25 Kies und Diamanten                   |
| 1979        | Vegas                                     | Vega$                    | Lucille                         | Season 1, Folge 23 Leibwächter der Prinzessin           |
| 1983        | Das A-Team                                | The A-Team               | Jimmys Mutter                   | Season 2, Folge 8 Arbeitskampf                          |
| 1984        |                                           | ABC Weekend Specials     | Margaret Landry                 | 1 Folge, Henry Hamilton Graduate Ghost                  |
| 1985        | Matt Houston                              | Matt Houston             | Lois                            | Season 3, Folge 21, Die Falle                           |
| 1985        | Hunter                                    | Hunter                   | Judy                            | 1 Folge, Fire Man                                       |
| 1986        | Simon & Simon                             | Simon & Simon            | Darlene Cooper                  | 1 Folge, Family Forecast                                |
| 1986        | Junge Schicksale                          | ABC Afterschool Specials | Anna                            | 1 Folge, Are You My Mother?                             |
| 1987        |                                           | CBS Schoolbreak Special  | Helen Green                     | 1 Folge, My Dissident Mom                               |
| 1988        | Unser Haus                                | Our House                | Mrs. Caulder                    | 1 Folge, Artful Dodging                                 |
| 1988        | California Clan                           | Santa Barbara            | Joan Stiller                    | 1 Folge, Episode #1.956                                 |
| 1989        | Falcon Crest                              | Falcon Crest             | Dr. Stephanie Ambrose           | 2 Folgen                                                |
| 1990        | Ein gesegnetes Team                       | Father Dowling Mysteries | OP-Schwester                    | 1 Folge, The Medical Mystery                            |
| 1991–1992   | Eerie, Indiana                            | Eerie, Indiana           | Mutter / Winifred Swanson       | 2 Folgen                                                |
| 1992        | Top Secret: Aus den Giftschränken des FBI | FBI: The Untold Stories  |                                 | 1 Folge, Operation Lemonade                             |
| 1992        | Die Staatsanwältin und der Cop            | Reasonable Doubts        | Phyllis Cleary                  | 1 Folge, Mercury in Retrograde                          |
| 1992 & 1996 | Baywatch                                  | Baywatch                 | besorgte Mutter / Cleo Jennings | 2 Folgen: Season 2: Sharks Cove und Season 6, Sail Away |